# Wygryny
Wygryny (dawniej Wigryny, niem. Wigrinnen) – wieś w Polsce, w sołectwie Wygryny, położona w województwie warmińsko-mazurskim, w powiecie piskim, w gminie Ruciane-Nida. Od roku 1954 miejscowość należała administracyjnie do gromady Ukta, powiat mrągowski. W latach 1975–1998 miejscowość administracyjnie należała do województwa suwalskiego.
Wieś założona w 1711 r. między Jeziorem Wygryńskim (lub Jezioro Wygryny), od którego wzięła nazwę, i Jezioro Bełdany. Przed wojną wieś nazywano Wigrinnen. Występują tu drewniane chaty mazurskie z końca XIX w. Przez miejscowość przebiega droga gminna nr 172007 N Wygryny oraz droga powiatowa nr 1646 N (łączy Wygryny bezpośrednio z Rucianem-Nidą). W pobliżu przebiega droga wojewódzka nr 610. Obecnie we wsi mieszka 319 osób. Przez Wygryny biegnie szlak pieszo-rowerowy (9 km), który swój początek bierze w Rucianem-Nidzie, dalej prowadzi przez Guziankę i Wygryny do Kamienia.

## Historia
Wieś powstała w roku 1711 na 2 włókach tak zwanych nowizn (obszaru wcześniej nie zasiedlonego) w ramach osadnictwa szkatułowego.
W roku 1785 we było 5 domów (gospodarstw domowych, zagród). W 1818 r. było już 9 domów („dymów’) a mieszkało 50 osób. W 1839 w 16 domach mieszkało 95 osób. W roku 1837 w Wygrynach wybudowano jednoklasową szkołę. W tym czasie zabudowa wsi była nieregularna a w wyniku separacji powstało kilka kolonii (wybudowań – jak mawiano na Mazurach). Mieszkańcy trudnili się rolnictwem, drobnym rybołówstwem oraz zbierali runo leśne i zajmowali się wyrębem lasu. Pod koniec XIX w i na początku XX mieszkańcy znajdowali zatrudnienie w pobliskich tartakach (jeden znajdował się w Wygrynach) oraz dorabiali trudniąc się transportem drewna. Do 1872 r. Wygryny oraz pobliskie osady: Kokoszka i Orłówko pozostawały pod administracją leśną w Guziance lub w Mikołajkach. W 1872 r. powstała samodzielna pod względem administracyjnym gmina.
W 1935 r. w dwuklasowej szkole, zatrudniającej dwóch nauczycieli, uczyło się 104 dzieci. Przed powstaniem parafii w Ukcie, Wygryny podlegały parafii w Mikołajkach.
W latach 30. XX w. w wyborach do parlamentu niemieckiego w Wygrynach wygrała NSDAP (ponad 68%). Okres przed II wojną światową przyniósł poprawę warunków życia mieszkańcom Wygryn, pojawiły się murowane budynki, przeprowadzano melioracyjne. Od roku 1935 miejscowość należała do obwodu w Rucianem-Nidzie. W 1939 r. w Wygrynach (wraz z przysiółkami Kokoszka i Orłówko), mieszkało 473 osoby. W tym czasie funkcjonowało 61 indywidualnych gospodarstw rolnych. W trakcie II wojny światowej, w dniach 25-27 stycznia 1945 r. przez okolice przeszły wojska radzieckie, traktujące Mazurów jako ludność niemiecką.
W 1945 r. utworzono gminę wiejską Ukta (powiat mrągowski), która na początku 1946 r. obejmowała swoim zasięgiem 18 sołectw, w tym Wygryny. W 1949 r. we wsi było 49 gospodarstw rolnych, a 1 października tego roku uruchomiono szkołę podstawową, do której uczęszczało w tym czasie 51 uczniów. Pierwszym nauczycielem, a jednocześnie długoletnim kierownikiem szkoły, był Romuald Dziewulski. W roku 1960 miejscowość zelektryfikowano. W 1978 r. działała we wsi ośmioklasowa szkoła podstawowa, punkt biblioteczny, ognisko przedszkolne oraz Ochotnicza Straż Pożarna z remizą. W 1978 r. we mieszkało 380 osób, w przysiółku Kokoszka – 23 osoby. We wsi był sklep spożywczy, przystanek autobusowy, 45 gospodarstw rolnych o łączny areale upraw 211 ha ziemi. W 1979 r. otwarto klub „Rolnika” oraz oddano do użytku drogę asfaltową z Wygryn do Rucianego-Nidy.
Wraz z nowym podziałem administracyjnym w 1973 r., w ramach powiatu piskiego utworzono gminę Ruciane-Nida, w skład której weszło sołectwo Wygryny. W tym okresie niewiele już rodzin niemieckich i mazurskich pozostało we wsi. Prawie wszystkie do końca lat 80. XX w. opuściły wieś, emigrując do Niemiec. Wygryny stawały się coraz bardziej miejscowością turystyczną. Powstały pierwsze gospodarstwa agroturystyczne, prywatne domy letniskowe, ośrodek wypoczynkowy, kąpielisko i przystań wodna. W 1987 r. w sołectwie Wygryny mieszkało 385 osób

## Zabytki
- Poewangelicki cmentarz w Wygrynach. Najstarszy zachowany żeliwny krzyż pochodzi z 1878 r.
- Dawny tartak, obecnie restauracja.